# Giselher Wirsing
Giselher Wirsing, geboren als Max Emanuel Wirsing (* 15. April 1907 in Schweinfurt; † 23. September 1975 in Stuttgart) war ein deutscher Volkswirt, Journalist, nationalsozialistischer Propagandist und Autor in der Bonner Republik.

## Leben

### Herkunft und Studium
Wirsing war Sohn von Friedrich Wirsing und Pauline, geb. Karus und wurde in eine wohlhabende Schweinfurter Familie geboren, er hatte eine ältere Schwester. Während seiner Studienaufenthalte an den Universitäten in München, Königsberg, Riga, Berlin und Wien änderte er seinen Vornamen in Giselher und schloss sein Studium der Nationalökonomie im Jahre 1929 an der Universität Heidelberg ab. Er war zunächst Hochschulassistent. 1931 wurde er zum Dr. rer. pol. promoviert.
Während seines Studiums engagierte Wirsing sich in der Deutschen Gildenschaft.

### Reisen durch Ostmitteleuropa und Osteuropa, politische Orientierung
Wirsing unternahm ab 1928 Reisen nach Ostmitteleuropa und Osteuropa und veröffentlichte seine dort gewonnenen Erkenntnisse in der jungkonservativen Zeitschrift Die Tat. Er schloss sich dem Kreis der Nationalsozialisten und Gebrüder Gregor und Otto Strasser an.
1932 erschien sein erstes Buch Zwischeneuropa und die deutsche Zukunft; 1933 veröffentlichte er sein Werk Deutschland in der Weltpolitik. Gleichzeitig verfasste er weitere Aufsätze für die Tat, deren Richtung er mit Hans Zehrer, Ferdinand Friedrich Zimmermann und Ernst Wilhelm Eschmann bestimmte, und zwar in explizit antidemokratisch-antiparlamentarischer Attitüde, ein ständisch-autoritär regiertes Großdeutschland propagierend. Als Hans Zehrer im September 1933 aus der Redaktion der Tat ausschied, übernahm Wirsing diesen Posten als Schriftleiter des Blattes. Er schrieb aus diesem Anlass programmatisch:

„Die Tat wird sich in Zukunft neben zusammenfassenden Frontberichten über das nationalsozialistische Aufbauwerk um die Klärung der gesamtdeutschen Lebensfragen bemühen, die unser Volk heute bewegen.“

Zu den Publizisten, die ihre Artikel in der Tat regelmäßig veröffentlichten gehörte auch Klaus Mehnert. Im Oktober 1933 wurde Wirsing auf Vorschlag Heinrich Himmlers zum Ressortleiter Politik bei den Münchner Neuesten Nachrichten ernannt. 1934 wurde er dort Chefredakteur. Mit einem Korrespondentenauftrag der Zeitung in der Tasche reiste Mehnert im Mai 1934 nach Moskau.

### Mitarbeiter des SD
Wirsing wurde noch im selben Jahr SS-Anwärter und arbeitete seit Mai 1936 als Spitzel für den SD. Am 1. November 1938 wurde er zum Hauptsturmführer der SS (SS-Nummer 310.062) und Hauptschriftleiter der Münchner Neuesten Nachrichten befördert. Immer noch fungierte er als Herausgeber der Zeitschrift Die Tat, die seit 1939 unter dem Titel Das XX. Jahrhundert fortgeführt wurde und in Ostasien als XX. Century erschien, ein Blatt der Propagandaabteilung des AA. Weiterhin übte er eine Tätigkeit als Berater der Kulturpolitischen Abteilung des Auswärtigen Amts aus, für das er bis Kriegsende antibolschewistische Sprachregelungen verfasste. In seiner Schrift Engländer, Juden, Araber in Palästina schrieb Wirsing 1939, das Ziel der Zionisten sei die Etablierung eines „Palästina als Vatikan des Weltjudentums, dessen wichtigsten (sic!) Zweige nach wie vor ihre Macht in Westeuropa und in den Vereinigten Staaten politisch und finanziell ausbauen und festigen“.

### USA-Reise undDer maßlose Kontinent
Bereits 1930 reiste Wirsing als Stipendiat der zur Rockefeller Foundation gehörenden amerikanisch/deutschen Abraham-Lincoln-Stiftung länger durch die USA. Eine weitere Reise unternahm er 1938.
Er publizierte seine Auffassung über Regierung und Kultur der USA in seinem 1942 erschienenen Buch Der maßlose Kontinent. Dem seiner Auffassung nach vom jüdischen Einfluss manipulierten amerikanischen Regierungssystem stellte er eine „neue Weltordnung“ in Form einer von Deutschland dominierten Hegemonialmacht Europa gegenüber. Die in seinem Buch geschilderte Einschätzung und Beurteilung der anglo-amerikanischen Welt fand in Joseph Goebbels einen beeindruckten Leser. Dieser notierte am 12. März 1942 in sein Tagebuch:

„Ich finde abends ein paar Stunden Zeit, in dem neuen Buch von Wirsing ‚Der maßlose Kontinent’ zu lesen. Wirsing gibt hier eine Darstellung des amerikanischen Lebens, der amerikanischen Wirtschaft, Kultur und Politik. Das Material, das er zusammenträgt, ist wahrhaftig erschütternd. Roosevelt ist einer der schwersten Schädlinge der modernen Kultur und Zivilisation. Wenn es uns nicht gelänge, die Feindseite, die sich aus Bolschewismus, Plutokratie und Kulturlosigkeit zusammensetzt, endgültig zu schlagen, dann würde die Welt der dunkelsten Finsternis entgegengehen.“

### Zusammenarbeit mit dem SD-Ausland, Chef beimSignal
1940 trat Wirsing in die NSDAP ein und wirkte während des Frankreichfeldzuges als Berater von Walter Schellenberg, dem Leiter der Amtsgruppe IV E (Abwehr) und späteren Chef des Amtes VI (SD-Ausland) des Reichssicherheitshauptamtes (RSHA).
Vom 26. bis 28. März 1941 nahm Wirsing an der Gründung des antisemitischen Instituts zur Erforschung der Judenfrage, einem Teil der geplanten Hohen Schule der NSDAP Alfred Rosenbergs, teil und hielt dort ein Schwerpunkt-Referat: Die Judenfrage im Vorderen Orient.
Darin sagte er:

„Es steht fest, daß das Judentum im allgemeinen und die zionistische Organisation im besonderen eine bedeutende Rolle bei der Vorbereitung des Kriegs gespielt haben.“

1943 wurde er Schriftleiter, 1945 Chefredakteur der Auslandsillustrierten Signal, einer in mehreren Sprachen erschienenen Publikation des Oberkommandos der Wehrmacht, und ging hierfür u. a. als Propagandaoffizier zu den Truppen nach Russland. Nach der deutschen Niederlage in der Schlacht von Stalingrad wurde Wirsing zur bestimmenden Persönlichkeit bei Signal. Es erschien fast keine Ausgabe mehr ohne einen Leitartikel von ihm. Schon 1938 hatte ihn eine Empfehlung in einem Personalbericht folgendermaßen charakterisiert: „Hauptsturmführer Wirsing hat sich im Laufe der Zusammenarbeit mit dem SD als williger, fleißiger und außerordentlich wertvoller Mitarbeiter erwiesen.“ Diese Beurteilung führte zu seiner Beförderung zum SS-Sturmbannführer. Später handelte er als Sonderführer in einer Propaganda-Kompanie an der Ostfront. Nationalsozialistische Europapläne propagierte er im März 1943 in Signal.
Für das Auswärtige Amt hatte er zugleich als Berater für antibolschewistische Sprachregelungen zu tun, so war die Vertretung von AA-Interessen in der Zeitschrift bei Wirsing in den besten Händen. Den Ostkrieg propagierte er folglich als einen Feldzug gegen das „schlechthin Böse und Abgründige“.
Bis 1944 schrieb Wirsing für eine Deutsche Informationsstelle (auch German Information Service) in der Berliner Rauchstraße. Dieses war ein auf Übersetzungen in alle europäischen Sprachen spezialisiertes Propaganda-Institut der SS, das die Vision eines anti-angelsächsischen SS-Europa verbreiten sollte. Die DNB verzeichnet insgesamt rund 1080 Schriften dieses Amtes.

### Egmont-Berichte
Im September 1944 beauftragte Walter Schellenberg Wirsing als international erfahrenen Journalisten, der sich ebenfalls über die politische und militärische Niederlage Deutschlands keine Illusionen mehr machte, mit der Erstellung von Berichten, die die im Amt VI des RSHA zusammenlaufenden Lageberichte des SD-Spionagenetzes zusammenfassen und als Lesevorlage dienen sollten. Hierfür wurde im Amt VI a eine Zentralauswertungsstelle unter Leitung von Schindowsky eingerichtet, die Wirsing täglich mit den Lageberichten versorgte. Wirsing fertigte daraus etwa alle drei Wochen Berichte im Umfang von etwa 14 bis 16 Seiten. Um die Anonymität Wirsings zu wahren, einigten sich Schellenberg und er auf die Bezeichnung Egmont-Berichte. Von sieben Ausfertigungen des Berichtes gingen je eine an Hermann Fegelein (zur Weiterleitung an Adolf Hitler), Heinrich Himmler, Arthur Seyß-Inquart, Walther Hewel, den Beauftragten des Reichsaußenministers beim Führer sowie vermutlich eine an Joseph Goebbels. Je eine Ausfertigung behielten Schellenberg und Wirsing. In der Zeit von Oktober 1944 bis März 1945 fertigte Wirsing 13 Egmont-Berichte.
Schellenberg ging davon aus, dass nach dem 20. Juli 1944 nur noch die SS als handlungsfähige Kraft zur Verfügung steht und nur Heinrich Himmler als möglicher Nachfolger Adolf Hitlers in Betracht käme. Es musste daher der Boden für künftige Kontaktaufnahmen und Verhandlungen mit den Westalliierten bereitet werden. Die Egmont-Berichte sollten Himmler von dieser Unvermeidbarkeit überzeugen und seine Loyalität zu Hitler weiter schwächen. Schließlich schlug Schellenberg Himmler vor, dass Hitler zu einem teilweisen Machtverzicht und einer Teilkapitulation im Westen bewegt werden sollte. Da Himmler sich aber mit diesem Vorschlag nicht gegenüber Hitler behaupten konnte, stellte Schellenberg im März 1945 die Fertigung weiterer Berichte als zwecklos ein.

### Nachkriegsdeutschland
Im Juni 1945 geriet Wirsing in Kriegsgefangenschaft und arbeitete dort bald als Informationsbeschaffer für den US-Geheimdienst, in dessen Auftrag er 1946 eine Studienreise durch die amerikanische Zone unternahm, jedoch offiziell interniert blieb. Wirsing wurde verschiedentlich verhört, so im Dezember 1947 von Robert Kempner. Im Internierungslager trat er dafür ein, die US-Besatzungszone als 49. Bundesstaat den USA anzuschließen.
Die Spruchkammer beim Landgericht Garmisch stufte ihn 1948 im Rahmen der Entnazifizierung als Mitläufer ein und belegte ihn mit einer Geldstrafe von 2000 Reichsmark, die in der Berufungsinstanz am 20. Februar 1950 von der Berufungskammer München, 1. Senat, auf 500 Deutsche Mark reduziert wurde. Die Zeitschrift Der Spiegel zitierte ihn 1967, er habe 1943 die „gewaltsame Ausscheidung des jüdischen Elements“ gefordert, und interpretierte, er habe damit die „Zweckmäßigkeit von Auschwitz“ begründet. Wirsing drohte dem Spiegel deshalb zwar mit einem Prozess, ließ der Drohung aber keine Taten folgen.
Noch 1948 war Wirsing Mitbegründer der evangelisch-konservativen Wochenzeitung Christ und Welt, eines ab 1949 offiziellen Blatts der Evangelischen Kirche, deren Chefredakteur er 1954 wurde (damaliger Präses der Synode der EKD: Gustav Heinemann) und bis 1970 blieb. Es gelang ihm, sie zur auflagenstärksten Wochenzeitung der Bundesrepublik (bis 1963) zu entwickeln. Gegen die Berufung Wirsings in die Leitung von Christ und Welt regte sich in der sozialdemokratischen Presse Protest. Herbert Wehner und Willy Brandt sorgten dafür, dass dieses „Trommelfeuer“ gestoppt wurde.
In Christ und Welt veröffentlichte Wirsing am 16. April 1959 einen Artikel über „einen zweiten Albert Schweitzer“ in dem Örtchen Li Jubu im Grenzgebiet von Sudan, Kongo und Französisch-Äquatorialafrika. Er enttarnte damit ungewollt den dort untergetauchten nationalsozialistischen Mediziner Horst Schumann, der als Arzt maßgeblich an der Aktion T4, der Tötung von Kranken und Behinderten in der Zeit des Nationalsozialismus, beteiligt gewesen war und seit Jahren von der Staatsanwaltschaft Frankfurt am Main gesucht wurde. Wirsing sorgte dafür, dass der Publizist und Vordenker der Neuen Rechten Armin Mohler von 1960 bis 1964 in der Wochenzeitung Christ und Welt schreiben und damit seinen Lebensunterhalt verdienen konnte. Als diskutiert wurde, ob im Haus der Wannseekonferenz eine Gedenkstätte eingerichtet werden solle, sprach sich Wirsing in einem Artikel in Christ und Welt entschieden dagegen aus und bezeichnete eine solche Gedenkstätte als ein „Denkmal der Schande“. Er frage sich, was denn am Nationalsozialismus eigentlich noch zu erforschen sei. Außerdem sei es falsch, „den Weg der Deutschen in die Zukunft mit weiteren düsteren Kultstätten zu versehen“. Die Initiative des Historikers Joseph Wulf und anderer für die Einrichtung einer Wannseekonferenz-Gedenkstätte wurde letztlich um viele Jahre verzögert.

## Familie
Giselher Wirsing hatte aus erster Ehe mit Ellen Rösler zwei Töchter (eine davon ist die Journalistin Sibylle Wirsing). Ellen Rösler war später mit Edwin Erich Dwinger verheiratet. Wirsing war in zweiter Ehe verheiratet mit der Publizistin Gisela Bonn, die vorher mit dem Moskau-Korrespondenten der Frankfurter Zeitung, Hermann Pörzgen, verheiratet gewesen war. Bonn und Wirsing verfassten einige Bücher gemeinsam.

## Publikationen (Auswahl)

### Als Autor
- Zwischeneuropa und die deutsche Zukunft. 1932.[10]
- Deutschland in der Weltpolitik. 1933.
- Köpfe der Weltpolitik. Knorr & Hirth, München 1934.[11]
- Das Königreich Südslawien (weitere Mitarbeiter: Gerhard Gesemann, Egon Heymann, Josef März, Friedrich Wilhelm von Oertzen, Alois Schmaus, Hans Schwab, France Stele). Geleitwort Karl Haushofer. Robert Noske, Leipzig 1935.
- Engländer, Juden, Araber in Palästina. 1938, 1939 und 5. umgearb. Aufl. 1942.[12]
- Deutschen Informationsstelle (Hrsg.): Hundert Familien beherrschen das Empire (= England ohne Maske. Nr. 10). Ohne Verlag, Berlin 1940.
  - Cent familles dominent l'empire britannique. Maison Internationelle d'Edition, Bruxelles 1940.[13] publizierte seine Auffassung über Regierung und Kultur in seinem 1942 erschienenen Buch „Der maßlose Kontinent“ (frz.).
  - 100 familier behersker imperiet. Herolden Forlag 1941 (norwegisch).
- Der maßlose Kontinent. Roosevelts Kampf um die Weltherrschaft, Diederichs, Jena 1942.
  - In Flämisch: De ontwikkeling van het Amerikaansche imperialisme. Übersetzt von J.S. Steenwijk. Brüssel 1942.
  - In Französisch: Roosevelt et l'Europe. Übersetzt von Jean Carrère. Éditions Bernard Grasset, Paris 1942.
- Das Zeitalter des Ikaros. Von Gesetz und Grenzen unseres Jahrhunderts. 1944.
- Die Politik des Ölflecks. Der Sowjetimperialismus im zweiten Weltkrieg. Deutscher Verlag, 1944 (unter dem Pseudonym Vindex).
- Schritt aus dem Nichts. Perspektiven am Ende der Revolutionen. 1951.
- Sozialgeschichte der industriellen Arbeitswelt, ihrer Krisenformen und Gestaltungsversuche (zusammen mit Ernst Michel), 1953.
- Die Rückkehr des mondo-mogo. Afrika von morgen. 1954.
- Die Menschenlawine. Der Bevölkerungszuwachs als weltpolitisches Problem (= Fragen an der Zeit. Bd. 3). Deutsche Verlagsanstalt, 1956.
- Indien, Asiens gefährliche Jahre. 1968, erw. Aufl. 1972 u. 1982.
  - in Englisch: The Indian Experiment. Key to Asia's Future. Orient Longman, New Delhi 1972.
- Staat und Wirtschaft im Kommunismus in der Sicht seiner 'Häretiker', unter besonderer Berücksichtigung von Milovan Djilas. In: Walter-Raymond-Stiftung (Hrsg.): Eigentum, Wirtschaft, Fortschritt. Zur Ordnungsfunktion des privaten Produktiveigentums. Jakob Hegner, Köln 1970.[14]
- Der abwendbare Untergang. Die Herausforderung an Menschen und Mächte. 1975.
- Indien und der Subkontinent. Indien, Pakistan, Bangladesh, Nepal, Sikkim, Bhutan (mit Gisela Bonn), 1984.

### Als Herausgeber
- Der Krieg 1939/41 in Karten (Mitarbeit: Albrecht Haushofer, Wolfgang Höpker, Fritz Meurer, Horst Michael), Knorr & Hirth, München 1940, 2. Aufl. 1942 (Reprint Melchior Historischer Verlag 2008).
- Indo Asia (im Auftrag der Deutsch-Indischen Gesellschaft), UT: Vierteljahreshefte für Politik, Kultur und Wirtschaft Indiens. Seit Jan. 1961: Jg. 1960 – Jg. 1968. Selbstverlag der Gesellschaft.
- (mit Ernst Wilhelm Eschmann): Das 20. Jahrhundert. Monatsschrift.[15] Diederichs, Jena.[16]